# Чарли Сент Клауд
Чарли Сент Клауд (енгл. Charlie St. Cloud) америчка је филмска драма из 2010. године, у режији Бера Стирса, по сценарију Крејга Пирса и Луиса Колика. Темељи се на роману Смрт и живот Чарлија Сент Клауда Бена Шервуда. Главне улоге глуме Зак Ефрон и Аманда Кру. Прича говори о избору Чарлија Сент Клауда између тога да одржи обећање које је дао свом млађем брату, који је погинуо у саобраћајној несрећи, или да крене за девојком коју воли.
Након што је добио права за екранизацију романа, Universal Pictures је наложио Џејмсу Шамусу и Луису Колику да напишу нацрте за сценарио, при чему га је Крејг Пирс довршио, а редитељ Стирс помогао за завршетак. Снимљен је у Њујорку и Британској Колумбији. Снимање је трајало од јула до краја октобра 2009. године, при чему се већи део одвијао у шуми на северу државе Њујорк и Гибсоновом приобалном пристаништу.
Приказан је 30. јула 2010. године у САД, односно 16. септембра у Србији. Добио је углавном негативне рецензије критичара, при чему су многи критиковали сценарио и глуму Ефрона. Зарадио је 44 милиона долара широм света, наспрам буџета од 48 милиона долара, чиме се сматра комерцијално неуспешним.

## Радња
Успешни једриличар Чарли Сент Клауд (Зак Ефрон) ужива обожавање мајке Клер (Ким Бејсингер) и млађег брата Сема (Чарли Тахан), а поседује и стипендију за колеџ која ће га одвести из његовог успаваног родног града. Али његова светла будућност ће се изненада променити када му се деси трагедија која ће са собом однети и његове снове. Када се његова другарица из школе, Тес (Аманда Кру) изненада врати у град, Чарли ће постати растрзан између испуњавања обећања које је дао пре четири године и настављања свог живота с новом љубави. Док буде налазио храбрости да се заувек одрекне прошлости, Чарли ће открити да је душа коју треба најпре спашавати, управо његова.

## Улоге
| Глумац        | Улога                 |
| ------------- | --------------------- |
| Зак Ефрон     | Чарли Сент Клауд      |
| Чарли Тахан   | Сем Сент Клауд        |
| Аманда Кру    | Тес Керол             |
| Ким Бејсингер | Клер Сент Клауд       |
| Реј Лиота     | Флорио Ференте        |
| Огастус Пру   | Алистер Вудли         |
| Донал Лог     | Тим Ведерби           |
| Теган Мос     | Синди                 |
| Дејв Франко   | Тимоти Патрик Саливан |
| Крис Масоља   | одрасли Сем           |